# ديغو مارتين
ديغو مارتين هو ممثل إسباني ولد في 21 سبتمبر 1974.